# Мохово (Томская область)
Мохово — деревня в Колпашевском районе Томской области, Россия. Входит в состав Новосёловского сельского поселения.

## История
Основана в 1326 г. В 1926 году деревня Моховая состояла из 61 хозяйства, основное население — русские. Центр Мохового сельсовета Колпашевского района Томского округа Сибирского края.

## Население
| 1920 | 1926 | 2002 | 2010 | 2012 | 2013 | 2014 |
| ---- | ---- | ---- | ---- | ---- | ---- | ---- |
| 254  | ↗320 | ↘85  | ↘65  | →65  | →65  | →65  |
| 2015 | 2021 |      |      |      |      |      |
| ↘62  | ↘23  |      |      |      |      |      |